# 霍爾布魯克 (內布拉斯加州)
霍爾布魯克（英語：Holbrook）是位於美國內布拉斯加州富爾納斯縣的村。

## 人口
根據2020年美國人口普查的數據，霍爾布魯克的面積為0.42平方千米，皆為陸地。當地共有人口201人，而人口密度為每平方千米479人。